# Sauvons la recherche
Sauvons la recherche (SLR) était une association loi de 1901 française de chercheurs, scientifiques et littéraires, créée en décembre 2003. Elle a pour objectif de défendre le financement de la recherche française par les pouvoirs publics. Un de ses porte-paroles les plus médiatisés fut Alain Trautmann. L'association est dissoute par ses membres le 30 juin 2020,.

## Historique
Le mouvement est né d'une mobilisation contre la loi d'orientation et de programmation pour la recherche et l'innovation, dès décembre 2003, menée par des biologistes de l'Institut Cochin (menés par Alain Trautmann) et de l'Institut Pasteur (Fernando Arenzana). Cette mobilisation s'est étendue à l'ensemble des secteurs de la recherche universitaire publique, mais aussi privée, en France, avec le lancement de la pétition en ligne « Sauvons la recherche » le 4 janvier 2004 qui rencontre rapidement un grand succès auprès de la communauté scientifique et un renom national et international. De nombreuses manifestations ont été organisées dans tout le pays et à l'étranger au printemps 2004, pour dénoncer ce que le collectif estimait être une vision de court terme et productiviste des orientations gouvernementales pour la recherche publique. Le 10 mars 2004, 2 000 directeurs de laboratoires démissionnent de leurs fonctions administratives pour faire pression sur le gouvernement Raffarin et demandent des États généraux de la recherche. Le mouvement, avec une pétition des professionnels de la recherche (75 000 signatures) et une pétition citoyenne (250 000 signatures), a obtenu une reconnaissance partielle : notamment, des augmentations substantielles, mais pas à la hauteur des besoins et des attentes selon les partisans de SLR. L'association demande une hausse du budget de la recherche à 3 % du PIB, un statut et des postes pour les jeunes chercheurs, afin que la France se conforme aux objectifs européens et mondiaux.
Le collectif organise annuellement des États généraux de la recherche, pour faire le point les mesures législatives. Dans le cadre de l'élection présidentielle de 2007, il invite tous les candidats à mieux définir leur programme en matière de recherche lors d'une conférence tenue le 16 février 2007 à Illkirch. Le collectif Sauvons la recherche s'est opposé au projet de loi sur l'autonomie des universités, qui comprend un large volet sur les problématiques liées à la recherche et aux chercheurs, et le démantelement du CNRS et de l'Inserm en instituts thématiques,.

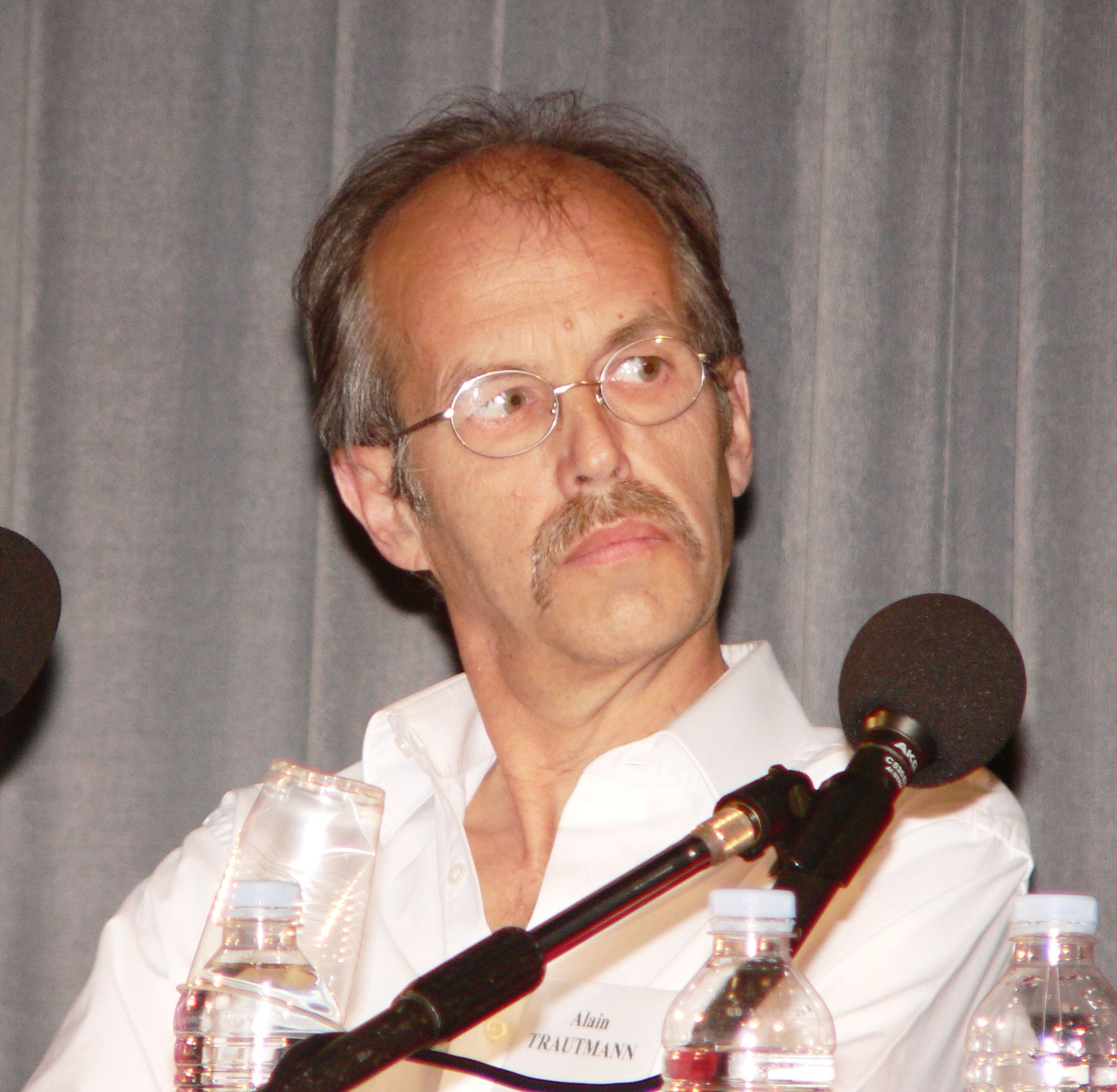
Alain Trautmann, porte-parole de SLR
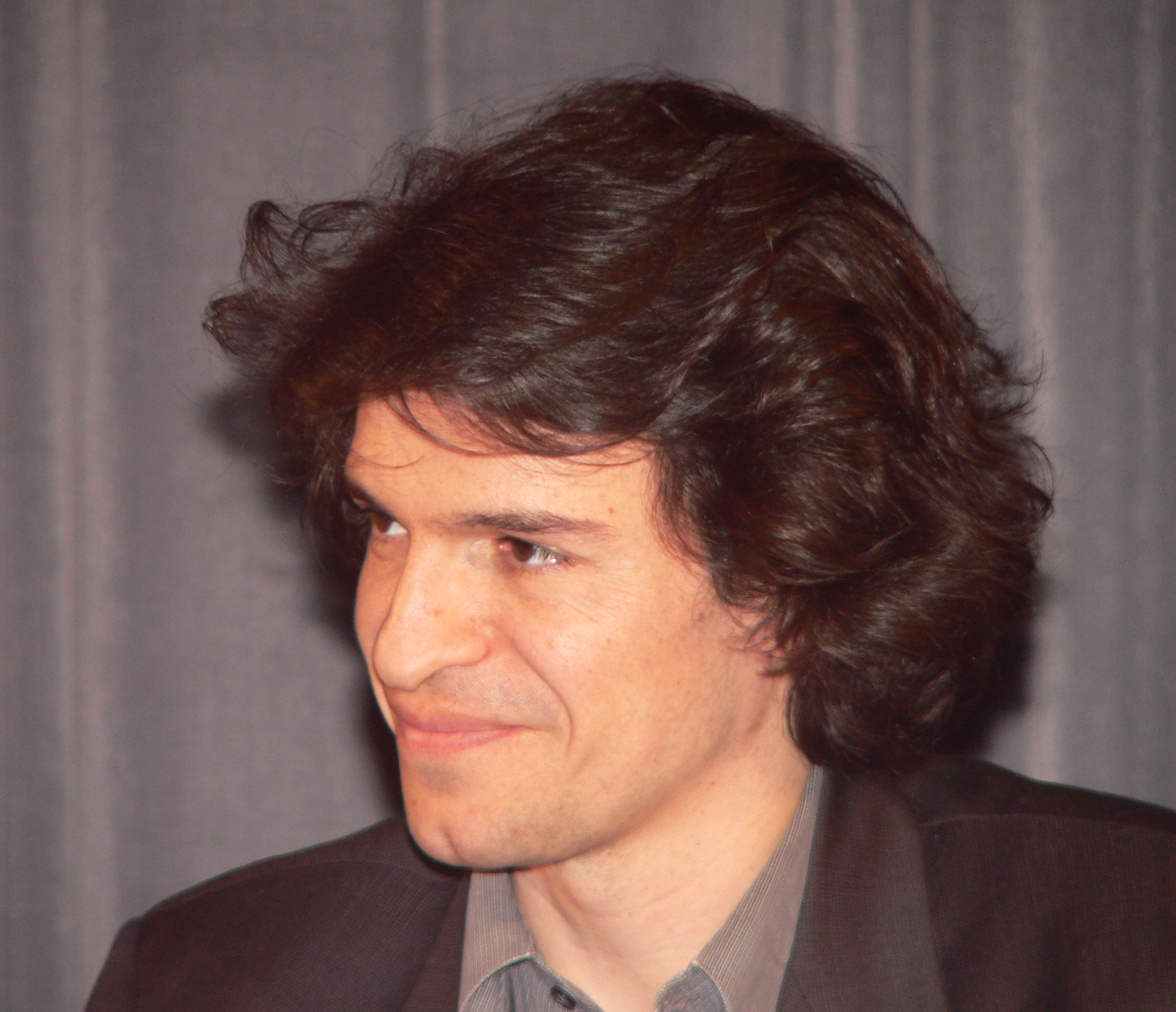
Bertrand Monthubert, ex-président de SLR